# 12 Pułk Grenadierów (Cesarstwo Niemieckie)

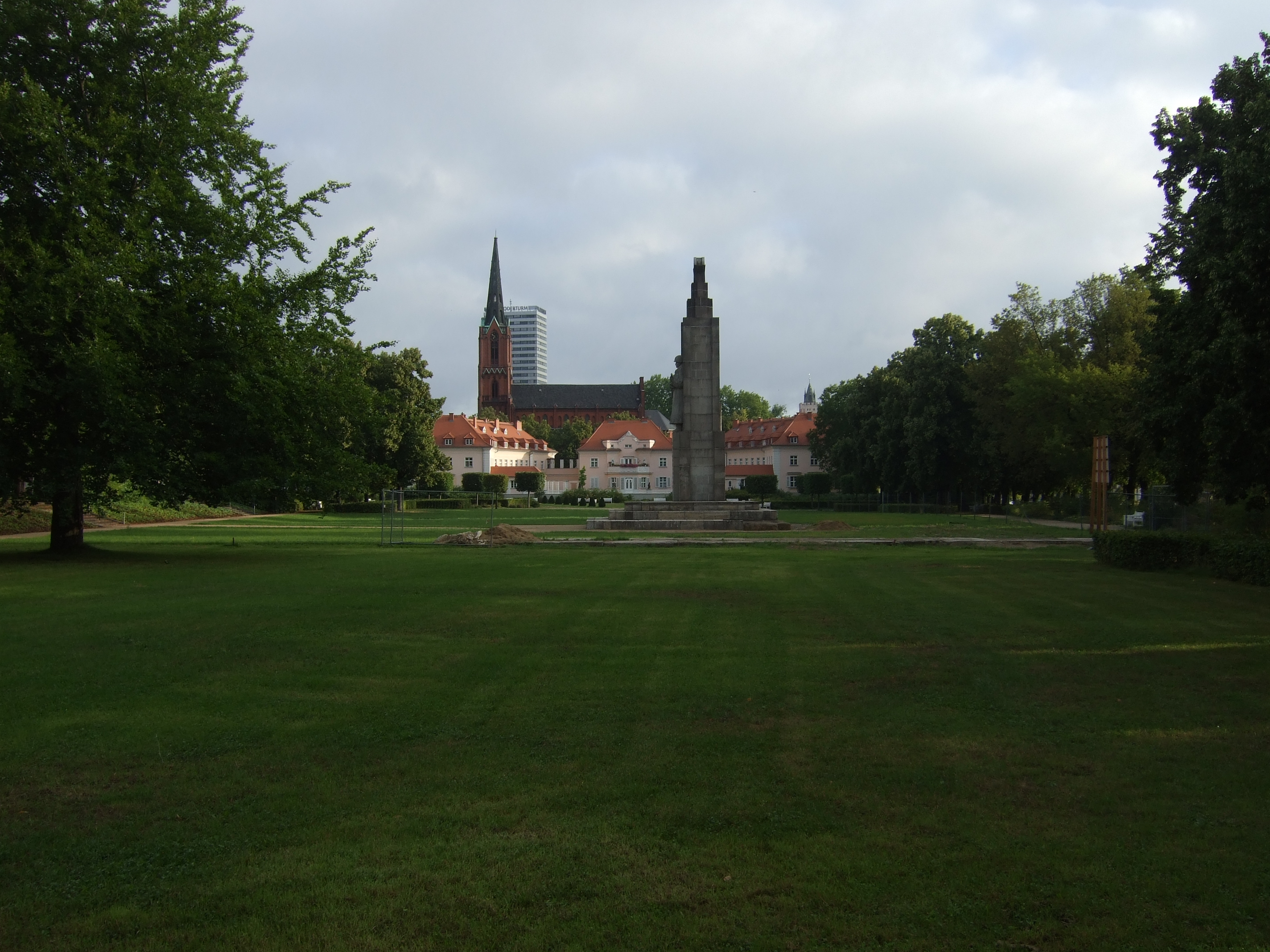
Anger – dawniej plac ćwiczebny frankfurckich grenadierów

12 Pułk Grenadierów im. Księcia Karola Pruskiego (2 Brandenburski) (niem. Grenadier-Regiment Prinz Karl von Preußen (2. Brandenburgisches) Nr. 12) – pułk piechoty niemieckiej

## Historia
Sformowany 1 lipca 1813  na terenie Brandenburgii.
Stacjonował w tzw. "żółtych koszarach" Hindenburga (ob. August-Bebel-Straße 12, dzielnica Nuhnenvorstadt).
W wyniku mobilizacji, w sierpniu 1914 pułk osiągnął gotowość bojową i w składzie 10 Brygady Piechoty 5 Dywizji został wysłany na front zachodni.

## Schemat organizacyjny w 1914
- III Korpus Armijny, Berlin
  - 5 Dywizja Piechoty, Frankfurt nad Odrą
    - 10 Brygada Piechoty (10. Infanterie-Brigade), Kostrzyn nad Odrą
      - 12 Pułk Grenadierów im. Księcia Karola Pruskiego (2 Brandenburski, Frankfurt nad Odrą

## Dowódcy pułku
- 1813 von Borcke
- 1814 von Othegraven
- 1817 von Götz
- 1832 von Werder
- 1840 von Schack
- 1844 von Thümen
- 1845 von Sommerfeld u. Falckenhayn
- 1848 von Knoblauch
- 1852 von Baczko
- 1856 von Dalwig
- 1859 von Quitzow
- 1863 Kolmar von Debschitz
- 1866 von Reuter
- 1870 von Kalinowski
- 1871 von Stülpnagel
- 1874 von Jena
- 1880 von Lettow-Vorbeck
- 1884 von Seelhorst
- 1888 Amann
- 1889 von Jahn
- 1890 von Alvensleben
- 1894 Liebert
- 1896 von Asmuth
- 1899 von Tresckow
- 1902 von Open
- 1904 Freiherr v. d. Goltz